# إنهاك حراري
الإنهاك الحرارى هو أحد أشكال أمراض الحرارة، يحدث بسبب فقدان الماء والكهرل من خلال التعرق لعدة أسباب أهمها هو ارتفاع درجة حرارة الوسط المحيط، ويُعتبر الإنهاك الحراري حالة طبية طارئة.

## الأسباب
تشمل الأسباب الشائعة للإنهاك الحراري ما يلي: 
- الطقس الحار المشمس، وكذا الطقس الرطب .
- المجهود البدني وخاصة في الطقس الحار والرطب
- ضعف التنظيم الحراري، والذي يمكن أن يحدث في كبار السن والرضع حتي بدون مجهود، إذا ما كان الطقس حارًا مع عدم حصولهم على ما يكفي من الهواء البارد.
- بعض الأدوية، مثل مدرات البول ومضادات الهيستامين وحاصرات بيتا والكحول والأمفيتامينات يمكنها أن تزيد من خطر الإصابة بالإنهاك الحراري. [2]

تشمل عوامل خطر الإصابة بالإنهاك الحراري، لا سيما أثناء الجهد البدني، كل مما يلي: 
- ارتداء الملابس الداكنة أو المبطنة أو المعزولة؛
- زيادة نسبة الدهون في الجسم
- التجفاف
- الحمى
- بعض الأدوية، مثل حاصرات بيتا ومضادات الذهان [2]

## العلامات والأعراض
تشمل أعراض الإنهاك الحراري الغثيان والدوار والتهيج والصداع والعطش والضعف العام وارتفاع درجة حرارة الجسم والتعرق الزائد وانخفاض كمية البول. 

## العلاج

### الإسعافات الأولية
تشمل الإسعافات الأولية للإنهاك الحراري ما يلي:  
- نقل المصاب إلى مكان بارد
- إزالة ملابس المصاب الزائدة أو الثقيلة
- تبريد المصاب عن طريق التهوية ووضع المناشف المبللة على الجسم
- استلقاء المصاب ورفع القدمين فوق مستوي الرأس في حالة الشعور بالدوار
- تزويدهم بالماء والمشروبات إذا لم يكن هناك ترجيع أو اضطراب في مستوى الوعي
- قلب المصاب على جانبه إذا كان يتقيأ

### العلاج الطبي الطارئ
عند نقل المصاب بالإنهاك الحراري فإن أطباء الطوارئ قد يقومون بما يلي: 
- تزويد المصاب بالأكسجين
- تزويده بالسوائل والكهرل عن طريق الوريد إذا كان هناك ترجيع أو اضطراب في مستوى الوعي

## المآل
يمكن للإنهاك الحراري، إذا لم يُعالج، أن يتطور إلى ضربة شمس.